# (2610) Tuva
(2610) Tuva es un asteroide perteneciente al cinturón de asteroides, descubierto el 5 de septiembre de 1978 por Nikolái Stepánovich Chernyj desde el Observatorio Astrofísico de Crimea (República de Crimea).

## Designación y nombre
Designado provisionalmente como 1978 RO1. Fue nombrado Tuva en homenaje a la creación de la actual República de Tuvá, pero con su nombre inicial.